# Urueña
Urueña is een gemeente in de Spaanse provincie Valladolid in de regio Castilië en León met een oppervlakte van 44,04 km². Urueña telt 189 inwoners (1 januari 2016).

## Demografische ontwikkeling
Bron: INE, 1857-2011: volkstellingen

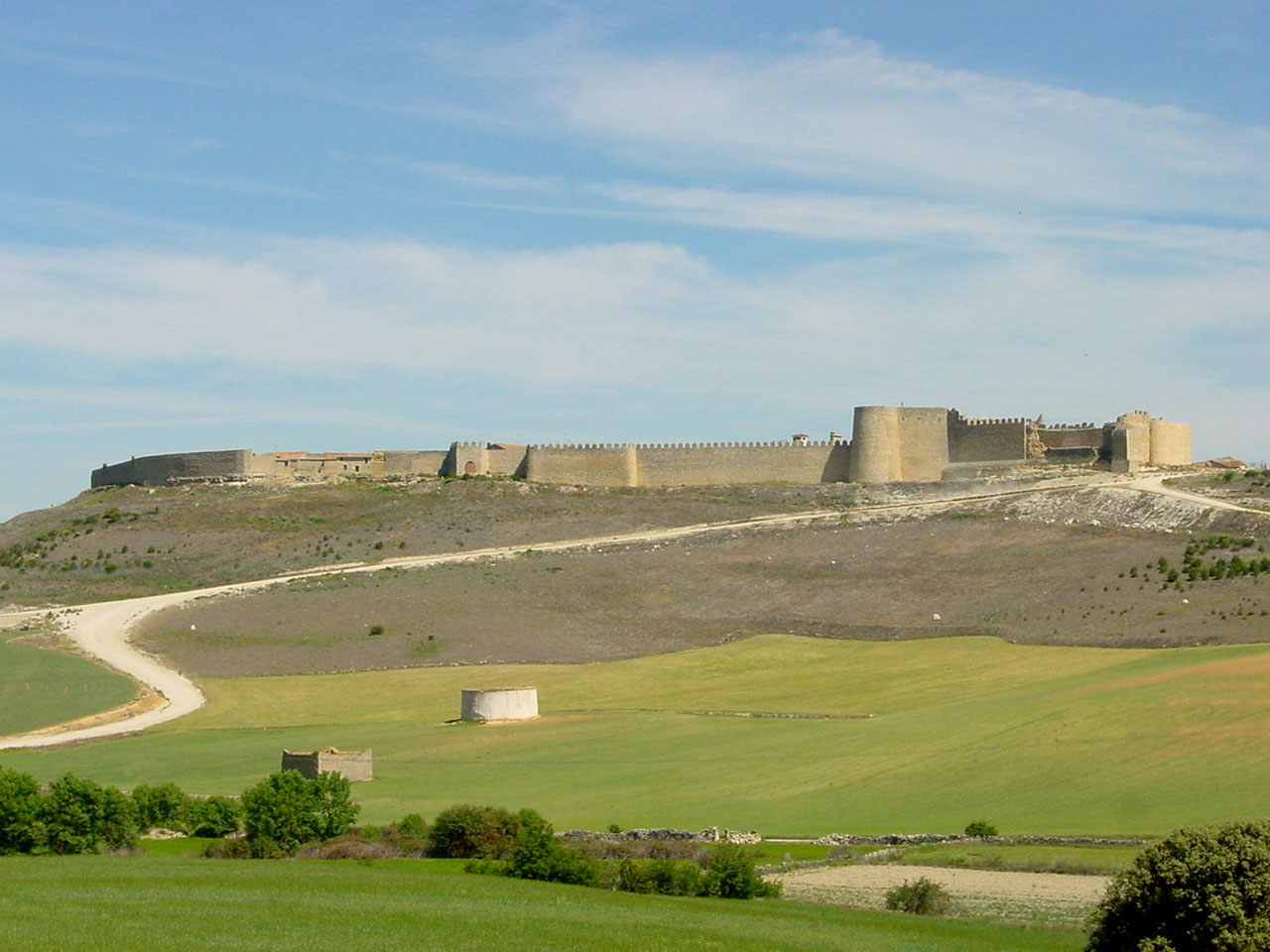
Kasteel
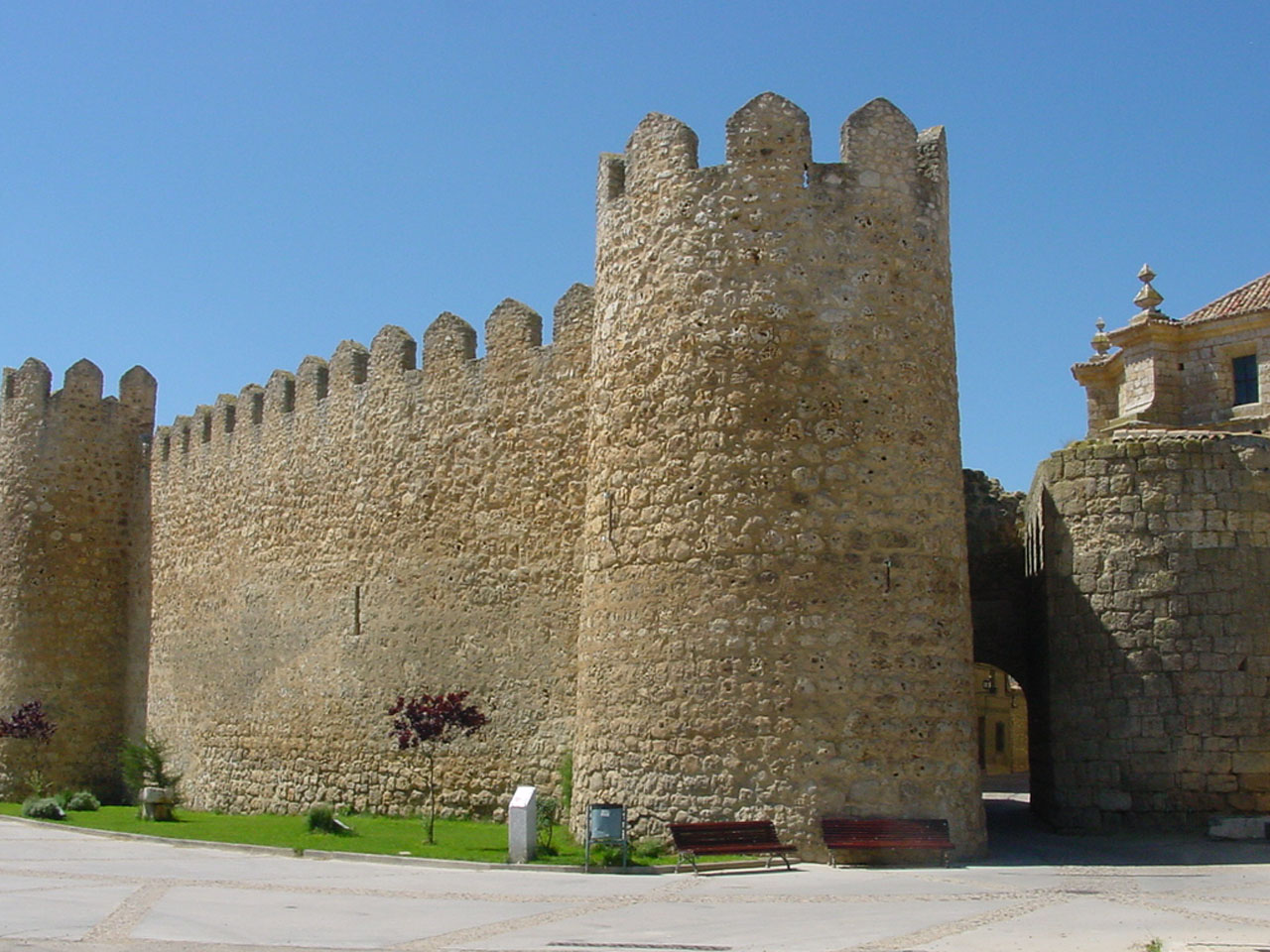
Kasteel
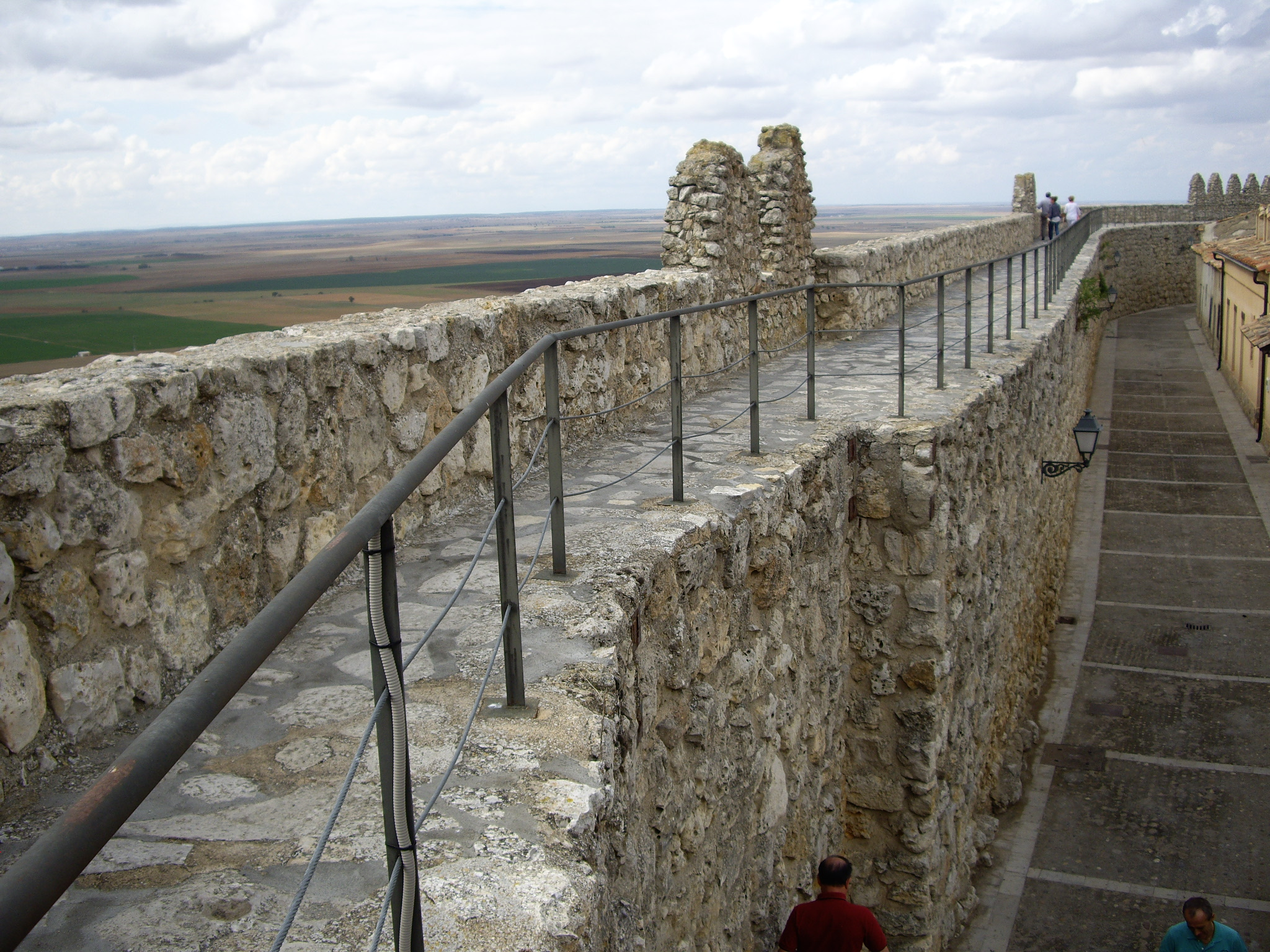
Kasteel
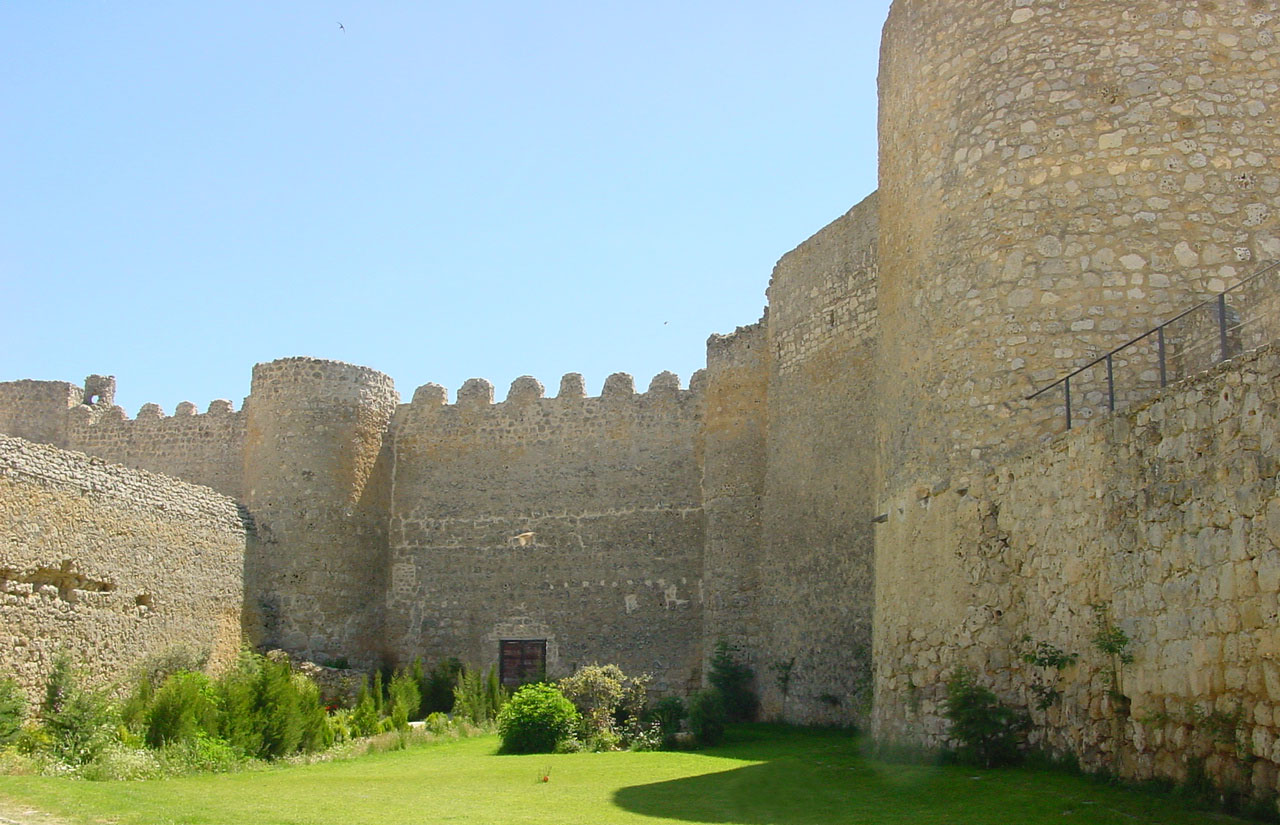
Kasteel
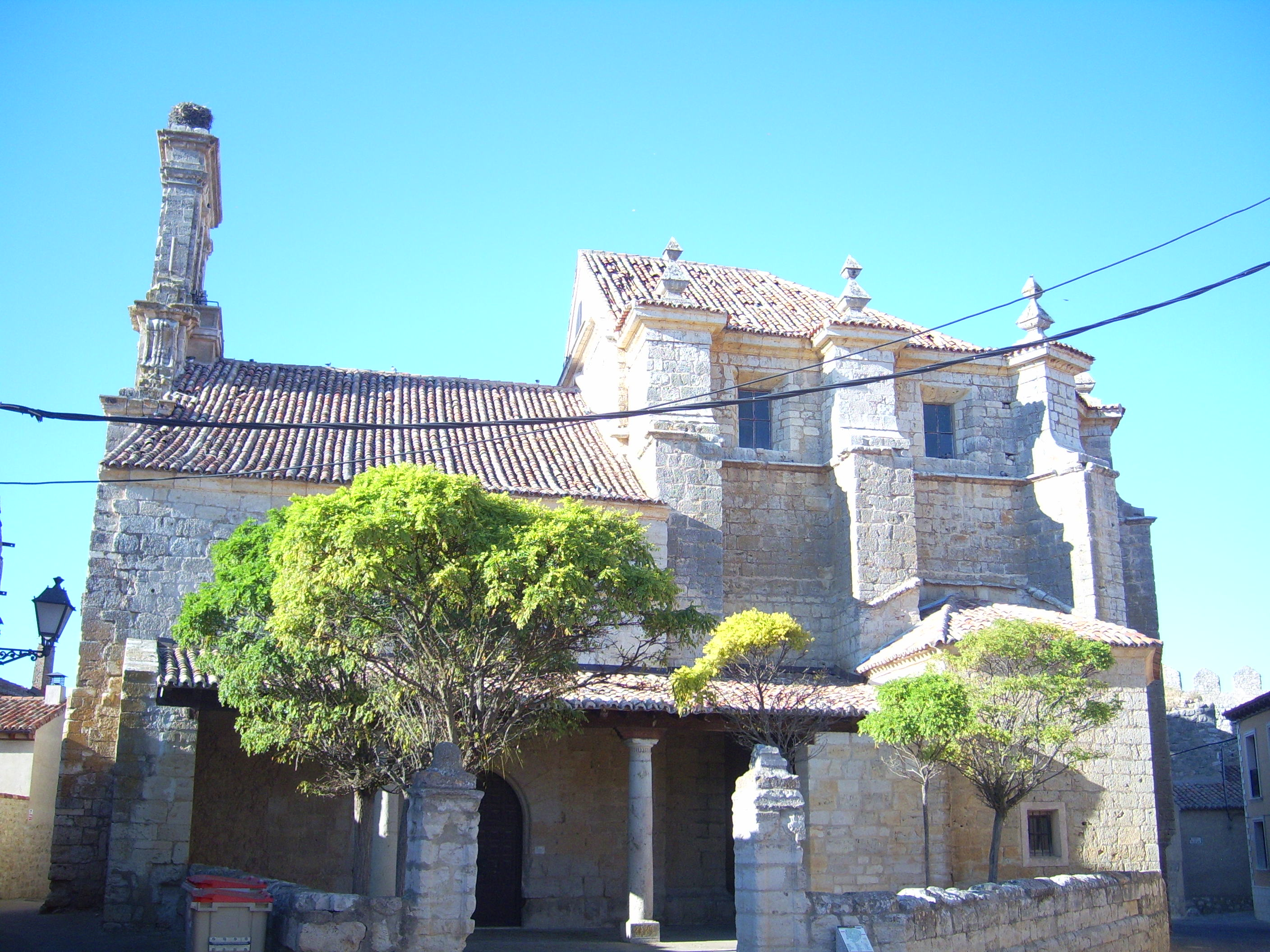
Kerk
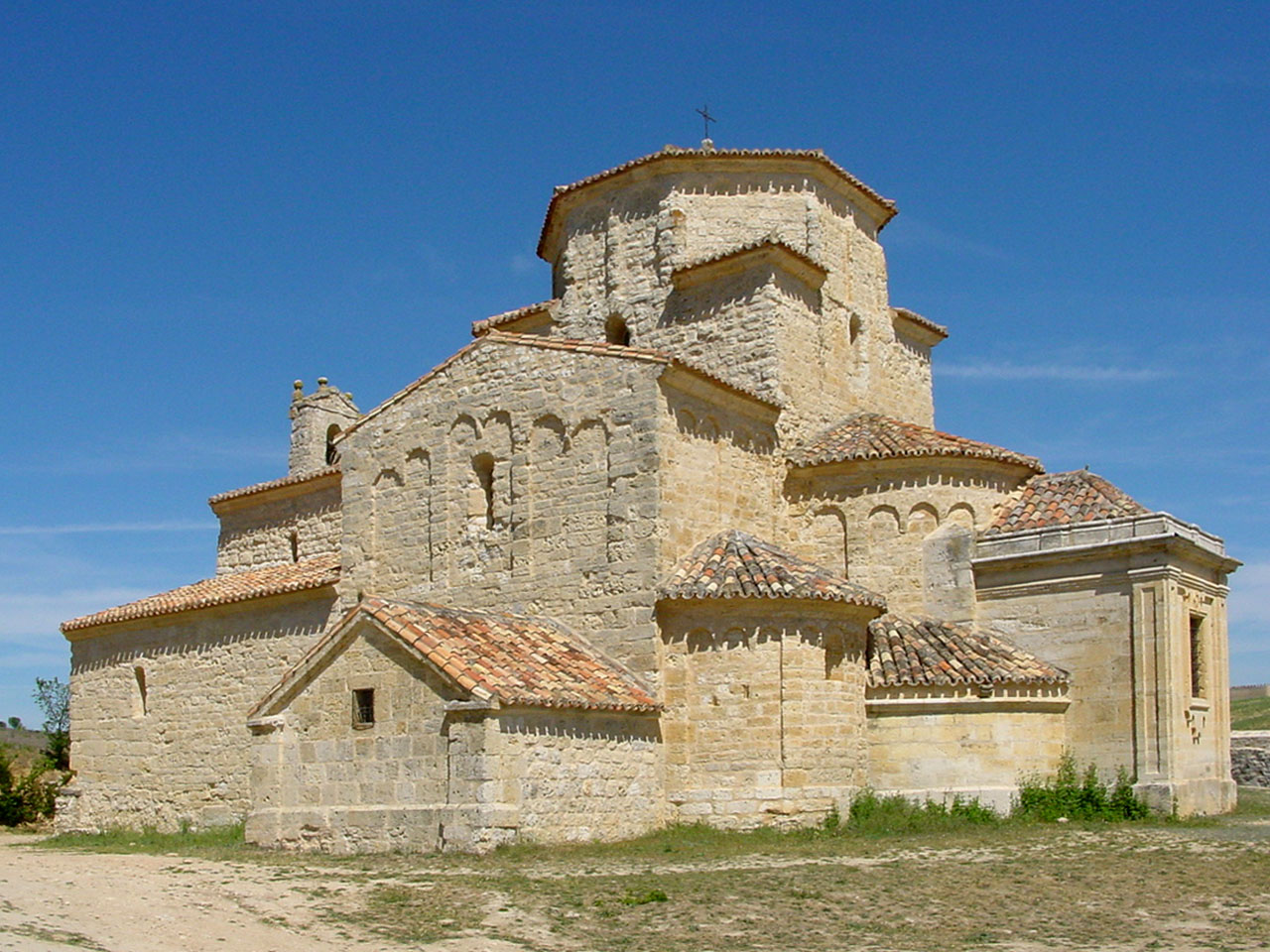
Kerk
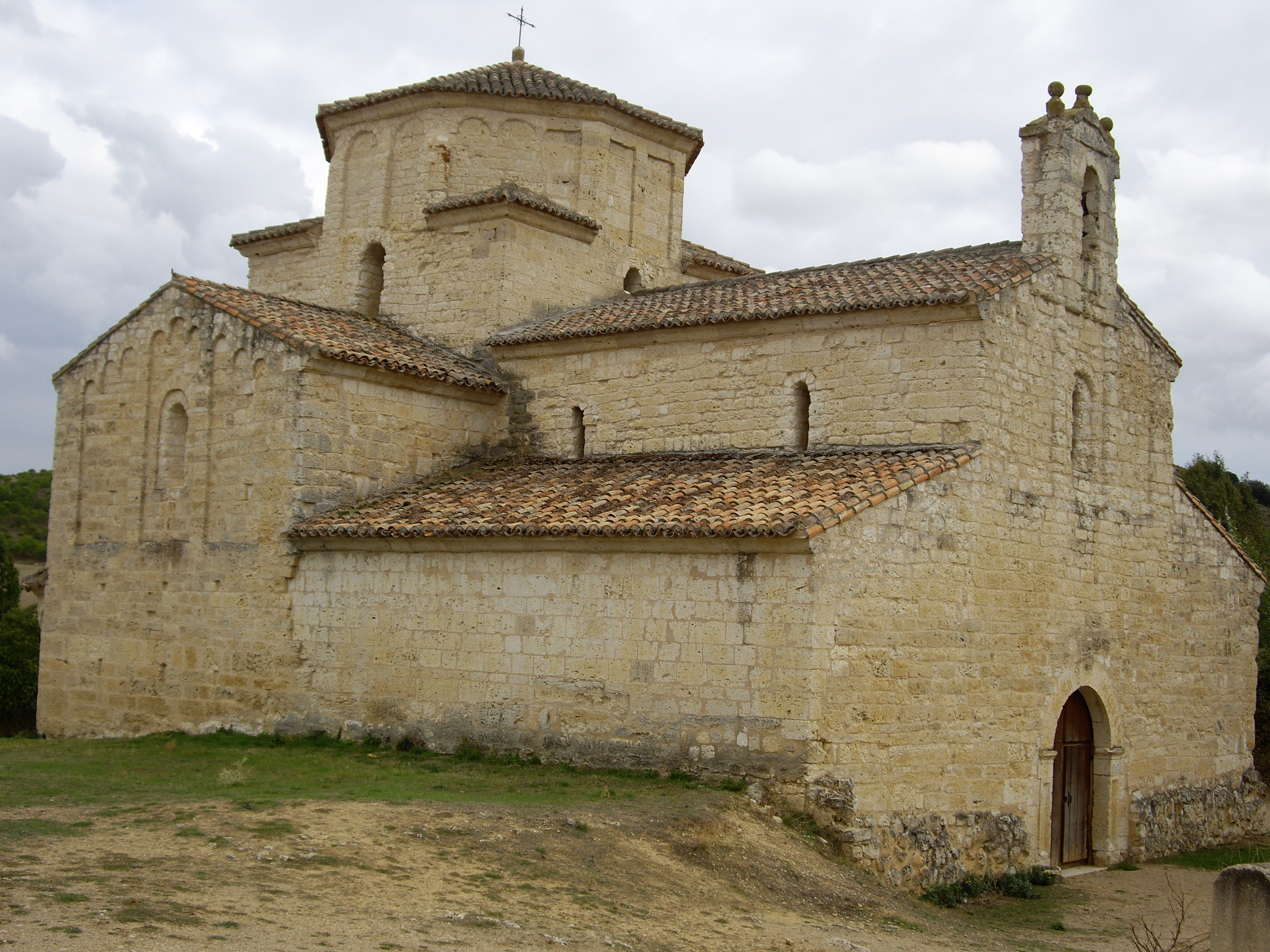
Kerk